# Лысенко, Руслан Юрьевич
Русла́н Ю́рьевич Лысе́нко (укр. Руслан Юрівич Лисенко; 18 мая 1976, село Большие Будки, Сумская область, УССР) — украинский биатлонист. Мастер спорта международного класса.

## Биография
С 1994 по 2008 год входил в состав сборной Украины по биатлону. Участник Олимпийских игр в Нагано, Солт-Лейк-Сити и Турине.
Трёхкратный призёр чемпионатов Европы по биатлону в эстафетах. Призёр этапа кубка мира по биатлону в Хохфильцене в индивидуальной гонке в сезоне 1999/2000.
Многократный чемпион и призёр чемпионатов, Спартакиад и Кубков Украины. Выступал за спортивное общество «Динамо». Личным тренером спортсмена являлся Николай Зоц.
После окончания карьеры Лысенко стал военнослужащим. Кроме того он занимается комментированием биатлона на телеканалах «Спорт-1» и на «Первом национальном канале» Украины. Также Лысенко является экспертом сайта сборной Украины по биатлону.

## Личная жизнь
Женат. Имеет дочь и сына

## Кубок мира
- 1995—1996 — 70-е место
- 1999—2000 — 35-е место
- 2000—2001 — 51-е место
- 2001—2002 — 72-е место
- 2002—2003 — 55-е место
- 2003—2004 — 76-е место
- 2004—2005 — 66-е место
- 2005—2006 — 43-е место